# Kanton Cannes-2
Cannes-2 is een kanton van het Franse departement Alpes-Maritimes. Het kanton maakt deel uit van het arrondissement Grasse.
Het telt 40.549 inwoners in 2018.
Het kanton werd gevormd ingevolge het decreet van 24 februari 2014 met uitwerking op 22 maart 2015.

## Gemeenten
Het kanton omvat enkel het oostelijk deel van de gemeente: Cannes.